# Englerophytum somiferanum
Englerophytum somiferanum är en tvåhjärtbladig växtart som beskrevs av Aubrev. Englerophytum somiferanum ingår i släktet Englerophytum och familjen Sapotaceae.
Artens utbredningsområde är Gabon. Inga underarter finns listade i Catalogue of Life.